# Asi Gonia
Asi Gonia (in greco Ασή Γωνιά?) è una ex comunità della Grecia nella periferia di Creta (unità periferica di La Canea) con 586 abitanti secondo i dati del censimento 2001.
È stata soppressa a seguito della riforma amministrativa, detta Programma Callicrate, in vigore dal gennaio 2011 ed è ora compresa nel comune di Apokoronas.